# 陳鏡開

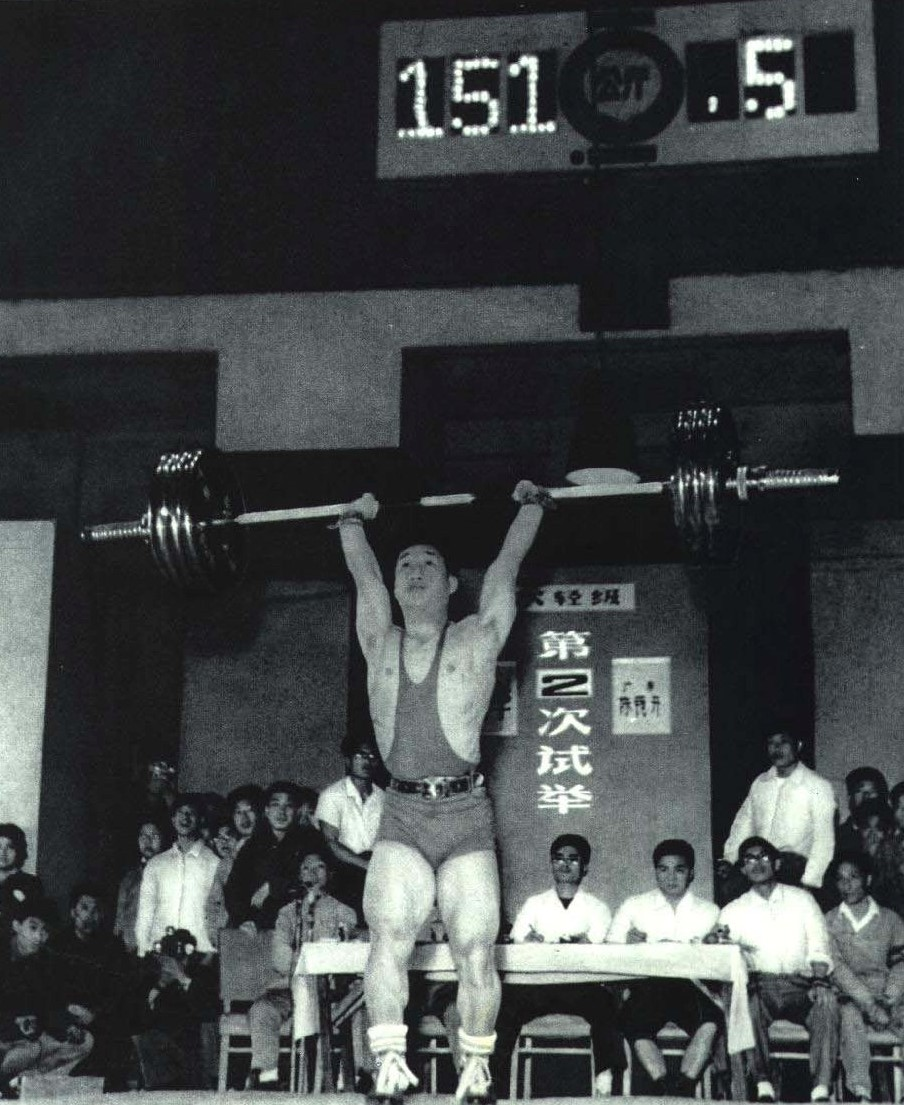
1964年的陈镜开打破世界纪录

陈镜开（1935年12月1日—2010年12月6日），男，广东东莞人，中國舉重运动员，活跃于1950年代。陈镜开是中华人民共和国成立以来第一个打破世界纪录的运动员，曾经9次打破世界纪录，5次获得体育运动荣誉奖章，荣立特等功一次、一等功两次，并被推选为第二、三、四、五届全国人大代表。

## 生平
陈镜开是广东省东莞市石龙镇人。早年曾连续9次打破世界纪录，但却始终无缘奥运赛场。文化大革命中，陈镜开被派去做锅炉工，据说连举重用的杠铃都扔进了炼钢炉。1987年，他获得了国际奥委会授予的奥林匹克银质勋章。
2010年12月6日，陈镜开在廣州逝世，終年75歲。

## 家庭
侄子陈伟强。1984年第23届奥运会，陈伟强夺得男子60公斤级举重金牌。